# Głos Rzeszowski
Głos Rzeszowski – polski tygodnik wydawany w Rzeszowie.
Pierwszy numer okazowy „Głosu Rzeszowskiego” ukazał się w sobotę 3 października 1897, redakcja mieściła się od tego czasu przy ul. Tadeusza Kościuszki. Od początku wydawcą pisma był Edward Arvay, redaktorem odpowiedzialnym dr Leon Różycki, tygodnik drukowano w drukarni J. A. Pelara, a gazeta liczyła cztery strony. Za cel czasopisma wskazano stworzenie warunków szczęścia dla chrześcijańskiej ludności miasta i powiatu, która ilościowo znaczniejsza, zaledwie wegetuje, osnuta ze wszech stron pajęczą siecią intrygi i machinacyj wybranego narodu Izraela. Tygodnik ukazywał się jeszcze na początku istnienia II Rzeczypospolitej, ostatni numer czasopisma w 13. roku istnienia ukazał się 19 września 1920 w trakcie trwającej wojny polsko-bolszewickiej wskutek zawieszenia wydawania; do tego czasu redakcja mieściła się przy ul. 3 Maja 7. U kresu istnienia wydanie tygodnika dwie strony, wydawcą  i redaktorem odpowiedzialnym był Edward Arvay, a pismo drukowano w jego drukarni.